# Parsifal
Parsifal es un festival escénico sacro, Bühnenweihfestspiel, como lo definió su autor Richard Wagner, en tres actos, con música y libreto en alemán, compuestos por él mismo. Se basa en el poema épico medieval (del siglo XIII) Parzival de Wolfram von Eschenbach, sobre la vida de este caballero de la corte del Rey Arturo y su búsqueda del Santo Grial. Wagner concibió la obra en abril de 1857 pero solo la completó 25 años después, estrenándose en el Festival de Bayreuth el 26 de julio de 1882 (al estreno asistirían, entre otros, Vincent d'Indy y Ernest Chausson).

## Historia

### Composición
Wagner leyó por primera vez el poema de Wolfram von Eschenbach en Marienbad en 1845. Influenciado por la concepción filosófica del mundo contenida en los trabajos de Arthur Schopenhauer en 1854, Wagner se mostró interesado en las filosofías orientales, particularmente el budismo. Tras leer la obra de Eugène Burnouf Introduction à l'historie du buddhisme indien en 1855/1856, escribió Die Sieger (Los victoriosos, 1856), un boceto de una ópera basada en una historia de la vida de Buda. Los temas que luego serían explorados en Parsifal de reencarnación, compasión, renuncia a uno mismo e incluso los grupos sociales (castas en Die Sieger, los caballeros del Grial en Parsifal) fueron introducidos en Die Sieger.
De acuerdo con su propio relato, recogido en su autobiografía Mein Leben, Wagner concibió Parsifal en la mañana del Viernes Santo de 1857, en la residencia que Otto von Wesendonck, rico comerciante de sedas y generoso patrón, había dispuesto para Wagner. Parece probable que el que Wagner dijera que se había inspirado un Viernes Santo para componer la ópera no sea más que una licencia poética. Sea como sea, se acepta que el trabajo comenzó en la residencia que le había cedido Wesendonck durante la última semana de abril de 1857.
Tras este primer boceto, Wagner no volvió a trabajar en Parsifal durante ocho años, durante los cuales completó Tristán e Isolda y empezó Los maestros cantores de Núremberg. Entre el 27 y el 30 de agosto de 1865, retomó Parsifal y completó un pequeño boceto de la obra. Este boceto contenía un breve resumen del argumento y detallados comentarios sobre los personajes y temas del drama. Una vez más, el trabajo fue abandonado durante otros once años y medio. Durante este tiempo, Wagner dedicó la mayor parte de sus energías al ciclo del El anillo del nibelungo, el cual completó en 1874. Solo cuando su gran obra fue estrenada, Wagner encontró tiempo para dedicarse a Parsifal. El 23 de febrero de 1877 terminó un segundo y más extenso boceto de la obra, que el 19 de abril del mismo año había transformado en un libreto en verso (o «poema», como Wagner prefería llamar a sus libretos).
En septiembre de 1877 empezó la música, componiendo dos bocetos de la partitura desde el comienzo hasta el final. El primero de estos borradores (conocido en alemán como Gesamtentwurf) fue hecho a lápiz en tres pentagramas, uno para la voz y dos para los instrumentos. El segundo borrador (Orchesterskizze) fue realizado en tinta y con tres a cinco pentagramas según la parte. Este boceto estaba mucho más detallado que el primero y contenía un grado considerable de elaboración de la parte instrumental.
El segundo borrador lo inició el 25 de septiembre de 1877, solo pocos días después del primero. En ese momento de su carrera, a Wagner le gustaba trabajar en los dos borradores a la vez, cambiando entre uno y otro. Una vez acabados los borradores, Wagner terminaba la partitura final (Partiturerstschrift). 
Wagner compuso los actos de Parsifal de uno en uno, y hasta que no terminaba completamente uno no pasaba al siguiente. Consiguió culminar la obra finalmente entre 1881 y 1882, durante su larga estancia en Palermo, residiendo en el "Grand Hotel et Des Palmés", el cual atrajo su atención durante su primera visita y se convirtió en lugar de residencia del compositor en la ciudad italiana. De hecho, la suite en la que compuso dicha música se puede reservar hoy en día, la cual aún posee el piano que el compositor utilizó, regalo que le hizo su suegro, Franz Liszt

### Representaciones
El Festival de Bayreuth estableció un monopolio absoluto sobre las representaciones de Parsifal, que solo podrían darse fuera de Bayreuth 30 años después de la muerte de su autor, en 1913. No obstante, en 1903 la ópera fue representada en el Metropolitan Opera de Nueva York. El 1 de enero de 1914 tuvieron lugar las primeras representaciones «legales» fuera de Bayreuth: la primera de ellas —que empezó la noche del 31 de diciembre de 1913, adelantándose en una hora y media debido a la diferencia horaria entre Bayreuth y Barcelona— se dio en el Gran Teatro del Liceo de Barcelona. 
En la Ópera de París se estrenó justo antes del estallido de la Primera Guerra Mundial. En Buenos Aires se estrenó en 1920, donde fue transmitida en lo que se considera una de las primeras transmisiones radiales de ópera. En Suiza, el Gran Teatro de Ginebra ha presentado *Parsifal* en varias ocasiones. En el Teatro del Bicentenario de León, Guanajuato, el público mexicano tuvo que esperar más de 140 años después de su liberación, en un evento que pone en evidencia la expansión geográfica de la ópera y la vitalidad del repertorio clásico en el país.

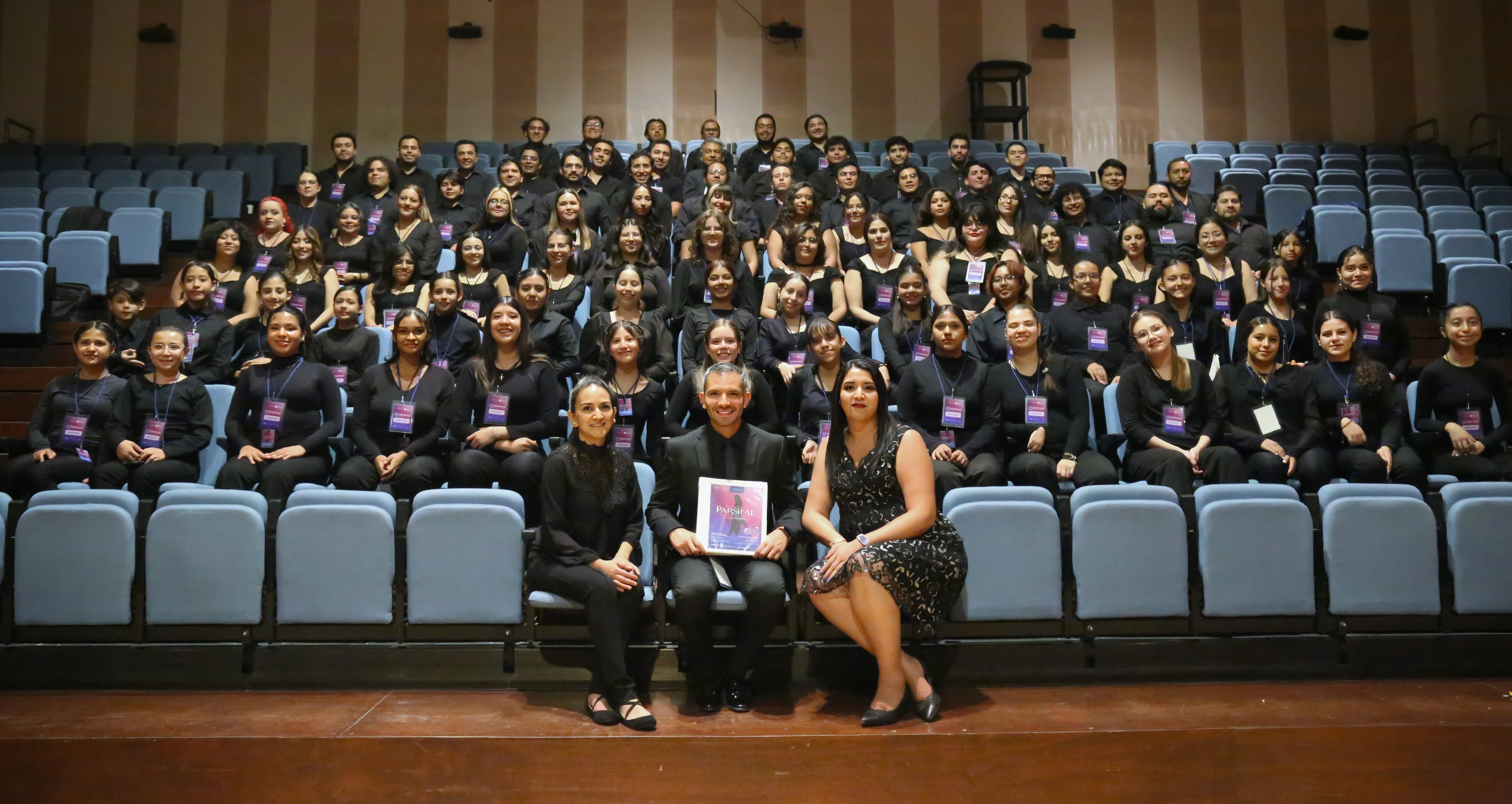
El Coro del Teatro del Bicentenario, el Coro Juvenil del Conservatorio de Celaya, y los Coros del Valle de Señora reunidos en el Teatro del Bicentenario para el estreno en México de "Parsifal" de Richard Wagner, en un coro de casi 100 personas.

La ópera forma parte del Canon de Bayreuth. La composición de esta ópera culminó la ruptura de su amistad con el filósofo Friedrich Nietzsche por su claro sentido religioso.
Por su carácter místico, Wagner, tras el estreno, pidió que «no se aplaudiera». Al morir en 1883, y siendo su viuda, Cósima, la directora del Festival, vigiló celosamente la recomendación de su marido, de no aplaudir entre actos ni al final de la función, costumbre que fue respetada en Bayreuth hasta 1944, año en que tuvo lugar el último Festival antes del periodo que se conoce como Nuevo Bayreuth y que empezaría en 1951. En el Nuevo Bayreuth la tradición se mantuvo hasta 1964, debido a que el director oficial de la obra fue Hans Knappertsbusch, salvo en 1953, en que fue dirigida por Clemens Krauss y en 1957, en que compartió la obra con André Cluytens. La presencia de Knappertsbusch como la gran batuta wagneriana desde muchos años atrás daba pie a mantener la tradición. En 1965, retirado ya este, y dirigiendo la obra André Cluytens, se conformó la actual tradición: mantener el silencio al final del primer acto, cuya música mística invita a ello, y aplaudir al final del segundo y del tercero.
La noche del 27 de agosto de 1920 entre las 21 y las 23 horas, un grupo de aficionados integrado por Enrique Susini, Miguel Mújica, César Guerrico y Luis Romero Carranza instalaba en Buenos Aires, Argentina, un modestísimo equipo para transmitir esta ópera desde el Teatro Coliseo. Se trataba, según algunos historiadores, de la primera transmisión radial del mundo con continuidad en el tiempo.
Esta ópera sigue en el repertorio actual, aunque no está entre las más representadas; en las estadísticas de Operabase aparece la n.º 54 de las cien óperas más representadas en el período 2005-2010, siendo la 15.ª en Alemania y la séptima de Wagner, con 82 representaciones.

## Características de la obra
La obra se estructura en tres actos, superando las cuatro horas de duración. El primer acto dura en torno a una hora y cuarenta y cinco minutos, mientras que el segundo y el tercero vienen a durar entre sesenta y cinco y setenta y cinco minutos.
Se exige una orquesta enorme, con una nutrida sección de metal y una cuerda reforzada, con la presencia de campanas. Probablemente sea la ópera más difícil para un coro, requiriendo de grandes efectivos repartidos en torno al escenario en la escena de la Sala del Grial en el primer acto y al final del tercero. Las tesituras son muy amplias y las voces aparecen frecuentemente desdobladas.
Igualmente, el equipo de solistas es muy importante. El papel titular es para tenor heroico, con una tesitura similar a Sigmundo en La valquiria. Su papel se caracteriza por momentos especialmente dramáticos en la gran escena con Kundry del segundo acto y líricos en el tercero. Junto a él, el rol de Gurnemanz es para un bajo profundo con una línea de canto depurada, debido a la matización que el personaje requiere en los largos monólogos que tiene que afrontar en el primer y en el tercer acto. Personaje clave es sin duda Amfortas, para barítono-bajo, rey del Grial, dramático y sufriente. El único papel femenino importante es Kundry, para mezzosoprano o soprano dramática, una de las magnas creaciones del compositor bocetada en la Venus de Tannhäuser y Ortrud de Lohengrin. Con una caracterización que se mueve entre la locura y la pasión de una parte y a su vez aspira a la redención y es compasiva, lo cual requiere una caracterización psicológica compleja, posee una tesitura muy extensa, que requiere los graves de una mezzo y los agudos brillantes y potentes de una soprano, siendo uno de los papeles más difíciles del repertorio alemán. También son considerablemente importantes Titurel, padre de Amfortas (bajo profundo) y Klingsor, nigromante y personaje maligno de la obra (barítono).

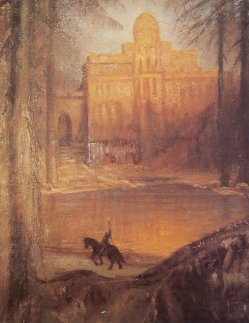
Parsifal, por Hermann Hendrich.

### Principales interpretaciones
Estrenada por el director judío Hermann Levi, y contando con grandes batutas en el Festival de Bayreuth en la primera mitad del siglo XX, como Arturo Toscanini o Richard Strauss, las lecturas que Hans Knappertsbusch llevó a cabo entre 1951 y 1964 (durante trece ediciones, ostentando así el récord en ediciones dirigidas de la obra) han sido consideradas la referencia absoluta, no solo por el misticismo y grandeza de las interpretaciones, sino por la calidad de los cantantes. De ellas, doce se encuentran editadas en disco. El papel de Parsifal fue magistralmente interpretando por Wolfgang Windgassen, Jon Vickers, Ramón Vinay o Jess Thomas, mientras que Kundry encontró grandes interpretaciones en Martha Mödl (probablemente la referencia absoluta), Astrid Varnay Régine Crespin o Irene Dalis. Gurnemanz fue asimismo interpretado por grandes bajos como Ludwig Weber, Josef Greindl o Hans Hotter. La puesta en escena corrió por cuenta de Wieland Wagner, nieto del compositor, y fue en su momento muy discutida por su minimalismo y tratamiento novedoso de la luz, aunque poco después fue acogida como obra maestra.
En los años ochenta y noventa fueron especialmente aclamadas las interpretaciones de James Levine, tanto en el Metropolitan de Nueva York como en el Festival de Bayreuth, que recogían el testigo de las interpretaciones de carácter místico, con tempi dilatados. Parsifal fue interpretado por cantantes como Siegfried Jerusalem y René Kollo, mientras que en el papel de Kundry convivieron cantantes de la generación anterior que asumieron papeles más dramáticos, como Leonie Rysanek, Christa Ludwig o Eva Randová, con otras de la nueva generación, como Waltraud Meier. El Gurnemanz indiscutible de este periodo fue Hans Sotin, que interpretó el papel en todas las ediciones del Festival de Bayreuth en que se interpretó la obra desde 1975 hasta 1999 (23 en total), aunque también fueron destacadas las interpretaciones de Kurt Moll o Matti Salminen. En Bayreuth, los montajes de Götz Friedrich (estrenado en 1982 para conmemorar el centenario del estreno de la obra) y los dos de Wolfgang Wagner, nieto del compositor, de corte clásico y minimalista, fueron los que pudieron verse en esos años.

## Personajes
| Personaje                                            | Tesitura                              | Elenco del estreno 26 de julio de 1882 (Director: Hermann Levi)                    | Elenco del estreno en el Met 24 de diciembre de 1903 (Director: Alfred Hertz)                   |
| ---------------------------------------------------- | ------------------------------------- | ---------------------------------------------------------------------------------- | ----------------------------------------------------------------------------------------------- |
| Parsifal, un joven inocente y puro                   | tenor                                 | Hermann Winkelmann                                                                 | Alois Burgstaller                                                                               |
| Kundry, una mujer errante al servicio de Klingsor    | soprano o mezzosoprano                | Amalie Materna                                                                     | Milka Ternina                                                                                   |
| Gurnemanz, un veterano Caballero del Grial           | bajo                                  | Emil Scaria                                                                        | Robert Blass                                                                                    |
| Amfortas, gobernador del reino del Grial             | barítono                              | Theodor Reichmann                                                                  | Anton van Rooy                                                                                  |
| Klingsor, un mago                                    | bajo-barítono                         | Karl Hill                                                                          | Otto Goritz                                                                                     |
| Titurel, padre de Amfortas                           | bajo                                  | August Kindermann                                                                  | Marcel Journet                                                                                  |
| Dos caballeros del Grial                             | tenor, bajo                           | Anton Fuchs Eugen Stumpf                                                           | Julius Bayer Adolph Mühlmann                                                                    |
| Cuatro escuderos                                     | soprano, alto, 2 tenores              | Hermine Galfy Mathilde Keil Max Mikorey Adolf von Hübbenet                         | Katherine Moran Paula Braendle Albert Reiss Willy Harden                                        |
| Seis doncellas-flores                                | 3 sopranos, 3 contraltos o 6 sopranos | Pauline Horson Johanna Meta Carrie Pringle Johanna André Hermine Galfy Luise Belce | Isabelle Bouton Ernesta Delsarta Miss Förnsen Elsa Harris Lillian Heidelbach Marcia Van Dresser |
| Voz desde lo Alto, Eine Stimme                       | contralto                             | Sophie Dompierre                                                                   | Louise Homer                                                                                    |
| Caballeros del Grial, muchachos, doncellas de flores |                                       |                                                                                    |                                                                                                 |

## Argumento
Lugar: el recinto de Monsalvat, en las montañas del noreste de España, y el castillo mágico de Klingsor, en el sur de España. Las destacadas alusiones a lo místico, con Parsifal en un trasunto de Mesías y su relación con Kundry, una mujer pecadora caracterizada por su risa, que parece despertarle una pasión, ha dado a la obra gran cantidad de perspectivas dramáticas.

### Acto I
Gran preludio orquestal en el que se presentan los principales leitmotiven del Festival Sacro.
Escena 1

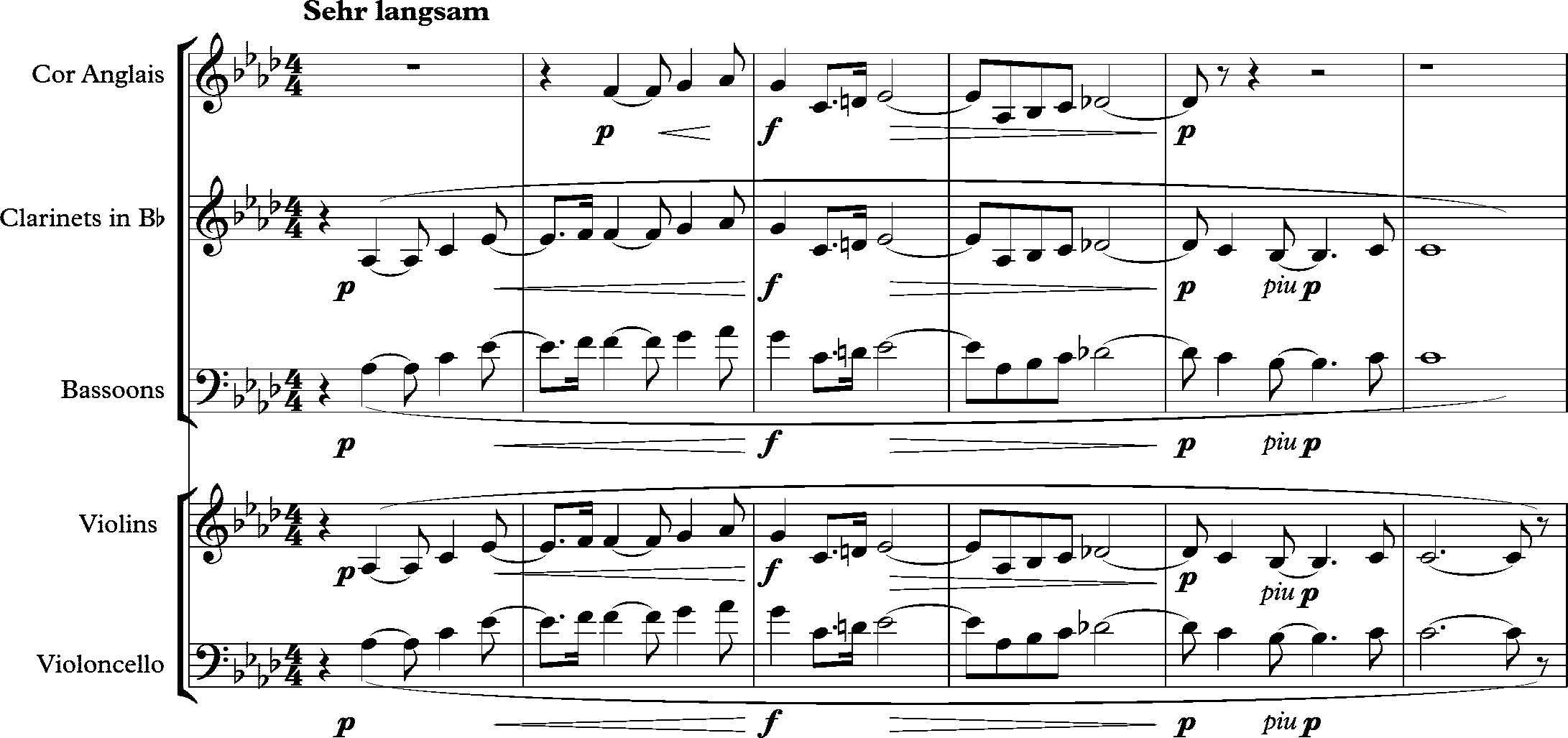
Comienzo del preludio; indicación de tempo: «Muy lento»; instrumentación: corno inglés, clarinetes en Si b, fagotes, violines y violonchelo.

En un bosque cerca del castillo de Monsalvat, sede del Grial y sus caballeros, Gurnemanz, el mayor de los caballeros del Grial, despierta a sus jóvenes escuderos y los guía en la oración. Ve a Amfortas, rey de los caballeros del Grial, y su séquito que se acercan. Amfortas ha sido herido por su propia lanza, que no es sino la Lanza Sagrada con que Longinos abrió la llaga del costado de Cristo, y la cual debía custodiar, y cuya herida no se cura.
Gurnemanz pide a su caballero principal noticias de la salud del rey. El caballero dice que el rey ha sufrido durante la noche y que se va temprano a bañar en el lago sagrado. Los escuderos piden a Gurnemanz que les explique cómo la herida del rey puede sanarse, pero él elude la cuestión. Entra una mujer enloquecida, Kundry, que entrega a Gurnemanz un vial de bálsamo, traído de Arabia, para aliviar el dolor del rey, y luego se derrumba, agotada.
Llega Amfortas, tumbado en una camilla que sostienen Caballeros del Grial. Llama a Gawain, que no ha conseguido aliviar el dolor del rey. Le dicen que este caballero se ha vuelto a marchar, buscando un remedio mejor. Alzándose un poco, el rey dice que marcharse sin permiso („Ohn' Urlaub?“) es el tipo de impulsividad que le llevó a él al reino de Klingsor, y a su caída. Acepta la poción de Gurnemanz e intenta agradecérselo a Kundry, pero ella contesta apresuradamente que las gracias no ayudarán y le insta a que vaya a bañarse.
Se marcha la procesión. Los escuderos miran a Kundry con sospecha y le hacen preguntas. Después de una breve réplica, ella se calla. Gurnemanz les dice que Kundry a menudo ha ayudado a los Caballeros del Grial, pero que ella va y viene de manera impredecible. Cuando él le pregunta directamente por qué no se queda para ayudar, responde «¡Nunca ayudo!» („Ich helfe nie!“). Los escuderos creen que ella es una bruja y desdeñosamente comentan que si ella hace tanto, por qué no encuentra la Lanza Sagrada para ellos. Gurnemanz revela que esta hazaña está destinada a otra persona. Dice que a Amfortas se le confió ser guardián de la Lanza, pero que la perdió cuando fue seducido por una mujer irresistiblemente atractiva en el dominio de Klingsor. Klingsor atrapó la Lanza y con ella atacó a Amfortas: esta herida causa a Amfortas tanto dolor como vergüenza, y nunca curará por sí misma.
Los escuderos regresan del baño del rey y le dicen a Gurnemanz que el bálsamo ha aliviado su sufrimiento. Los propios escuderos de Gurnemanz le preguntan cómo es que conoce a Klingsor. Solemnemente les dice que tanto la Sagrada Lanza, como el Santo Grial, en el que se recogió la sangre que fluía, habían llegado a Monsalvat para ser guardados por los caballeros del Grial bajo la supervisión de Titurel, el padre de Amfortas. Klingsor anhelaba pertenecer a la congregación de los caballeros, pero, incapaz de mantener los pensamientos impuros lejos de su mente, recurrió a la auto castración, haciendo con ello que le expulsaran de la orden. Klingsor entonces se ha vuelto enemigo del reino del Grial, aprendiendo artes oscuras. Ha establecido sus dominios en el valle inferior cercano a Monsalvat y lo ha llenado de bellas doncellas-flores que tratan de seducir y embelesar a los caprichosos caballeros del Grial para hacerlos perecer. Aquí fue donde Amfortas perdió a su vez la Sagrada Lanza, conservada por Klingsor, que trama ahora cómo conseguir también el Grial. Gurnemanz dice que Amfortas más tarde tuvo una visión santa que le dijo que esperara a un «casto inocente, iluminado por la compasión» („Durch Mitleid wissend, der reine Tor“), quien finalmente curará la herida.
Justo en este momento, se oyen gritos de los caballeros („Weh! Weh!“ - «¡Dolor! ¡Dolor!»): un cisne en vuelo ha sido alcanzado por una flecha y ha caído abatido a tierra. Traen a un joven, con un arco en la mano y un carcaj con flechas que son iguales a la que alcanzó al cisne. Gurnemanz habla severamente al muchacho diciéndole que este es un lugar santo. Le pregunta directamente si disparó contra el cisne, y el muchacho presume de que si vuela, él puede acertarle („Im Fluge treff' ich was fliegt!“). Gurnemanz le pregunta qué daño le había hecho el cisne, y muestra al joven el cuerpo sin vida de esta ave benefactora. Ahora con remordimientos, el joven rompe su arco, arrojándolo a un lado. Gurnemanz le pregunta por qué está aquí, quién es su padre, cómo encontró este lugar y, finalmente, cómo se llama. A cada pregunta el muchacho responde «No lo sé». El caballero mayor aleja a sus escuderos para que vayan a ayudar al rey y ahora pregunta al muchacho qué es lo que él sí sabe. El joven dice que tiene una madre, Herzeleide, y que el arco lo hizo él mismo. Kundry había estado escuchando y ahora les dice que el padre del muchacho fue Gamuret, un caballero muerto en batalla, y también cómo la madre del muchacho ha prohibido a su hijo usar una espada, temiendo que tenga el mismo destino que su padre. Ahora el joven recuerda haber visto caballeros pasar por su bosque, que él salió de casa y dejó a su madre por seguirlos. Kundry se ríe y le dice al joven que, mientras ella cabalgaba, vio a Herzeleide morir de pena. Al oír esto, el muchacho se lanza contra Kundry pero entonces cae conmovido por la pena. La propia Kundry le ofrece agua para reconfortarlo y, ahora cansada, solo desea dormir y desaparece entre la maleza.
Gurnemanz sabe que el Grial solo dirige a los píos a Monsalvat e invita al muchacho a observar el ritual del Grial. El joven no sabe lo que es el Grial, pero señala que mientras ellos caminan, él apenas parece moverse, y aun así parece que viaja lejos. Gurnemanz dice que en este reino, el tiempo se convierte en espacio („Zum Raum wird hier die Zeit“). Un grandioso interludio orquestal lleva a la escena 2.
Escena 2
Llegan al salón del Grial, donde los caballeros se están reuniendo para recibir la Eucaristía („Zum letzten Liebesmahle“ — «Esta última cena santa»). Se oye la voz de Titurel, diciendo a su hijo, Amfortas, que descubra el Grial. Amfortas está atormentado por la vergüenza y el sufrimiento („Wehvolles Erbe, dem ich verfallen“). Es el guardián de estas sagradas reliquias pero aun así ha sucumbido a la tentación y perdido la Lanza: declara que él no es merecedor de su cargo. Grita pidiendo perdón („Erbarmen!“) pero solo oye la promesa de la redención futura a través de un tonto inocente.
Al oír el grito de Amfortas, el joven parece sufrir con él, apretando su corazón. Los caballeros y Titurel urgen a Amfortas a poner de manifiesto el Grial („Enthüllet den Gral“), lo que él, finalmente, hace. El oscuro salón queda ahora bañado de la luz del Grial al tiempo que los caballeros comen. Gurnemanz empuja al joven para que participe, pero el muchacho parece en trance y no sigue. Amfortas no comulga y, al finalizar la ceremonia, cae transido de dolor y lo sacan. Lentamente se va vaciando el salón dejando solo al muchacho y a Gurnemanz, quien le pregunta si ha comprendido lo que ha visto. Cuando el muchacho es incapaz de responder, Gurnemanz lo despide considerándolo tonto y le envía una advertencia de cazar gansos, si debe, pero ha de dejar en paz a los cisnes. Una voz desde lo alto repite la promesa, «El casto inocente, iluminado por la compasión».

### Acto II
Se inicia con un breve como intenso preludio orquestal que hace referencia a Klingsor, pero en el que se entremezclan otros leitmotiv relacionados con el Grial.
Escena 1
El segundo acto se abre en el castillo mágico de Klingsor, quien conjura a Kundry, despertándola de su sueño. La llama por muchos nombres: Primera Hechicera, la Rosa del Infierno, Herodías, Gundryggia y, finalmente, Kundry. Ella se resiste a obedecerle y se burla de la condición mutilada de Klingsor preguntando sarcásticamente si él es casto („Ha ha! Bist du keusch?“), pero ella no puede resistir su poder. Klingsor observa que Parsifal se acerca, y llama a sus caballeros encantados para que luchen contra el muchacho. Klingsor ve cómo Parsifal derrota a los caballeros, que emprenden la huida.
Klingsor ve al joven dirigirse al jardín de doncellas-flores y llama a Kundry para que busque al joven y lo seduzca, pero cuando él se gira, ve que Kundry ya ha salido a cumplir su misión.
Escena 2

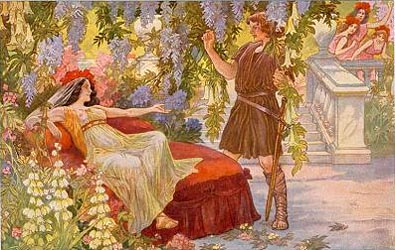
Tarjeta postal de Parsifal alrededor del año 1900; artista desconocido.

El triunfante joven se encuentra en un jardín encantado, rodeado por bellas y seductoras doncellas-flores. Lo llaman y se enredan sobre él mientras le riñen por haber herido a sus amantes („Komm, komm, holder Knabe!“). Pronto luchan entre sí para ganarse la devoción exclusiva del joven, hasta el punto de que él va a escaparse, pero luego una voz le llama, „Parsifal!“. Recuerda entonces que es este el nombre que su madre usa cuando se le aparece en sueños. Las doncellas-flores retroceden y le llaman tonto mientras le abandonan y le dejan a solas con Kundry, que aparece bellísima y seductora. 
Él se pregunta si este jardín es un sueño y pregunta cómo es que Kundry sabe su nombre. Kundry le dice que lo aprendió de su madre, en un magnífico monólogo: („Nein Parsifal, du tör'ger Reiner“... „Ich sah das Kind an seiner Mutter Brust“ — «Yo vi al niño alimentado en el seno materno...»). Su madre le había amado e intentado proteger del destino de su padre; él la había abandonado y ella, Herzeleide, había muerto de pena. Tras estas revelaciones de Kundry, el joven queda dominado por el remordimiento, culpándose a sí mismo por la muerte de su madre. Comprende cuán estúpido ha sido olvidándola. Kundry dice que darse cuenta de esto es un primer signo de comprensión y que, con un beso, ella le puede ayudar a comprender el amor de su madre. En ese instante, Parsifal toma conciencia del dolor de Amfortas, y grita su nombre como si lo llamase: siente el dolor del rey herido ardiendo en su propio costado, y ahora entiende el sufrimiento físico y moral de Amfortas durante la ceremonia del Grial („Amfortas! Die Wunde! Die Wunde!“ - «¡Amfortas! ¡La herida! ¡La herida!»). Lleno de compasión, Parsifal rechaza las proposiciones de Kundry.
Furiosa al ver que sus intentos fracasan, Kundry le dice a Parsifal que si puede sentir compasión por Amfortas, debería entonces ser capaz de sentir compasión por ella también. Ella ha sido maldita durante siglos, incapaz de descansar, porque vio al Salvador portando la Cruz camino del Calvario y se rio de su dolor. Ahora ella nunca puede llorar, solo reírse, y está también esclavizada por Klingsor. Parsifal la rechaza de nuevo y le pide que lo guíe hasta Amfortas. Kundry le ruega que se quede con ella aunque solo sea por una hora, y luego le llevará ante Amfortas. La vuelve a rechazar, y entonces Kundry le maldice a vagar sin encontrar jamás el Reino del Grial. Finalmente ella llama a su maestro para que la ayude.
Klingsor aparece y arroja la Lanza a Parsifal, pero se detiene en mitad del aire, por encima de su cabeza. Parsifal la coge y hace el signo de la Cruz. El castillo se desmorona y mientras él emprende su marcha, le dice a Kundry que ya sabe dónde podrá encontrarle de nuevo.

### Acto III
Escena 1
Tras un nuevo preludio orquestal, sereno y armónicamente complejo, que simboliza el retorno de Parsifal, el tercer acto se abre como el primero, en el dominio del Grial, pero muchos años después. Gurnemanz aparece envejecido y doblado. Oye lamentos cerca de su cabaña de ermitaño y descubre a Kundry inconsciente en la maleza, como había ocurrido años atrás („Sie! Wieder da!“). La revive usando agua del Santo Manantial, pero ella solo pronuncia la palabra «servir» („Dienen“). Gurnemanz presiente que hay algún significado en su reaparición en este día. Mirando al bosque, ve que se acerca un personaje, recubierto de armadura negra y el rostro cubierto por el yelmo. Trae consigo una lanza, pero no puede saber quién es. Gurnemanz se lo pregunta, sin obtener respuesta. Finalmente el recién llegado, desprovisto del yelmo, es reconocido por el anciano Gurnemanz como el muchacho que disparó al cisne, y con alegría observa que la Santa Lanza es la que ha traído consigo.
Parsifal habla de su deseo de encontrar a Amfortas („Zu ihm, des tiefe Klagen“). Relata su largo viaje, vagando durante años, incapaz de encontrar un camino de vuelta al Grial: a menudo se ha visto obligado a luchar, pero nunca rindió la Lanza en batalla. Dice a Gurnemanz que la maldición que le impedía encontrar el camino correcto ya no surte efecto. Gurnemanz reconoce empero que en su ausencia Amfortas nunca ha vuelto a oficiar para los caballeros del Grial y que Titurel ha muerto. Parsifal se encuentra sobrecogido por el remordimiento, culpándose a sí mismo de esta situación. Gurnemanz le dice que hoy es el día de los funerales por Titurel y que tiene que cumplir un gran deber. Kundry lava los pies de Parsifal y Gurnemanz lo unge con agua del Santo Manantial, reconociéndolo como el casto inocente, ahora iluminado por la compasión, y como él será el nuevo rey de los caballeros del Grial. A su vez Parsifal bautiza a Kundry, que permanece en silencio respetuoso.

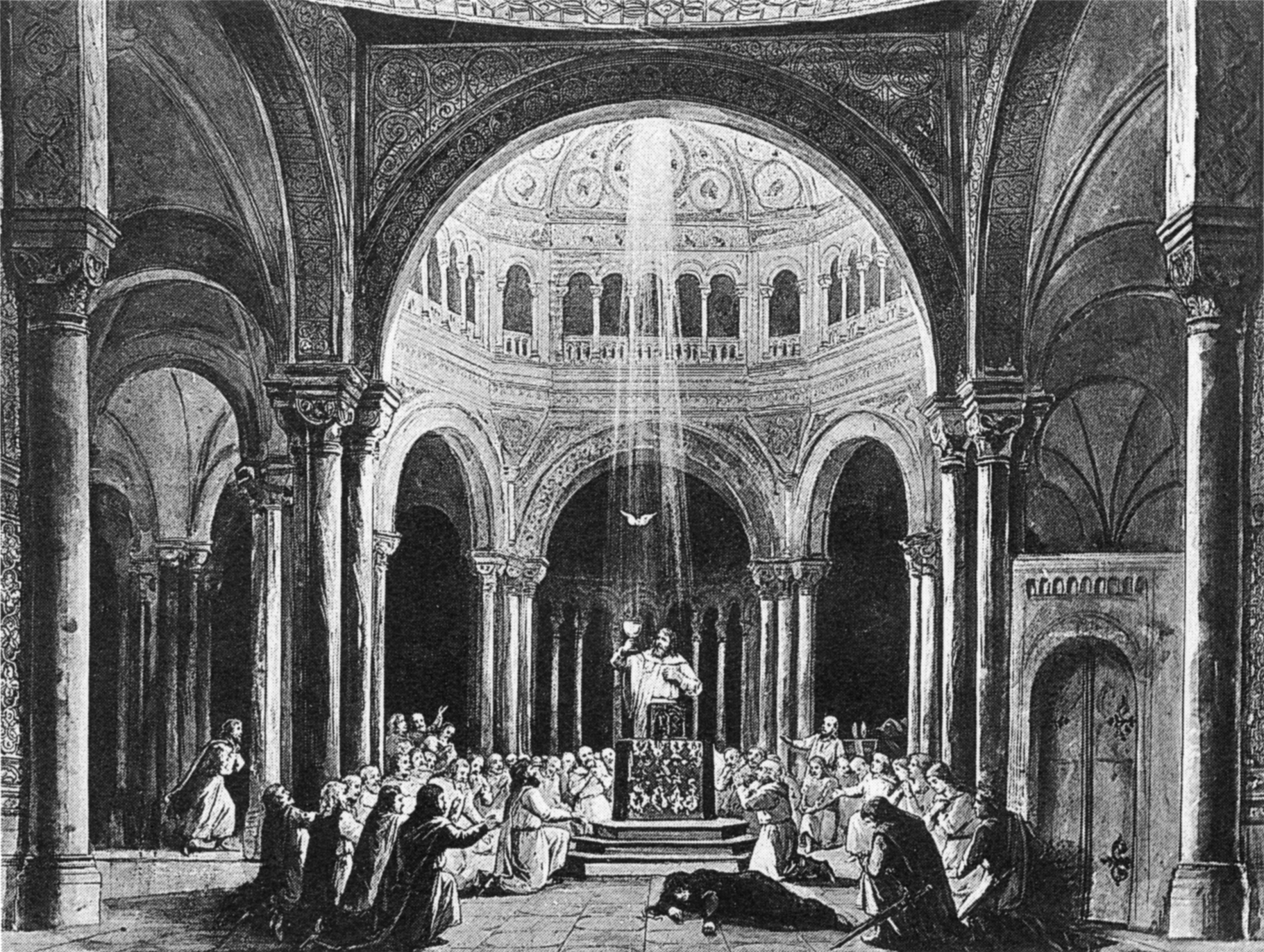
Final del acto III en la producción original de 1882; diseño de Paul von Joukowsky.

Parsifal mira alrededor y comenta la belleza de la naturaleza primaveral. Gurnemanz explica que hoy es Viernes Santo, cuando toda la creación se renueva por la Muerte del Salvador. Son los «encantamientos del Viernes Santo». Se oyen a lo lejos las campanas del templo de Monsalvat; Gurnemanz anuncia: «Mediodía, ha llegado la hora. ¡Mi señor, permite que tu siervo te guíe!» y los tres emprenden el camino hacia el castillo del Grial. Un interludio orquestal, que se inicia con majestuosos acordes y ritmos que se interfieren (Mittag), los acompaña a la solemne reunión de los caballeros en la escena 2.
Escena 2
Los caballeros traen a Amfortas ante el santuario del Grial y el féretro donde reposa su padre Titurel, a quien invoca para ofrecerle descanso de sus sufrimientos, y desea unirse a él en la muerte („Mein Vater! Hochgesegneter der Helden!“ — «¡Padre mío! El más bendito de los héroes») Los caballeros del Grial urgen apasionadamente a Amfortas que descubra el Grial de nuevo, pero iracundo, dice que nunca más realizará el oficio ante la sagrada Copa, ordenando a los caballeros que lo maten si así lo desean y acaben de una vez por todas con su sufrimiento y con la vergüenza que les ha aportado. En ese momento, Parsifal se adelanta y dice que solo un arma puede sanar la herida („Nur eine Waffe taugt“ — «Sólo sirve un arma»): con la Lanza toca el costado de Amfortas, que queda curado y absuelto de su culpa. El mismo Parsifal ordena que se descubra el Grial, reemplazando a Amfortas como celebrante. Mientras todos los presentes se arrodillan, Kundry, liberada de su maldición y redimida, cae sin vida al suelo, al tiempo que una paloma blanca desciende sobre el Grial y sobre Parsifal. El coro entona un canto de acción de gracias.

## Discografía
Véase Anexo: Discografía de Parsifal.

### Estudios musicológicos
- Theodor W. Adorno, Versuch über Wagner, »Gesammelte Schriften«, vol. 13, Frankfurt (Suhrkamp) 1971; traducción en inglés: In Search of Wagner, trad. Rodney Livingstone, Manchester (NLB) 1981; traducción en español: Theodor W. Adorno, Monografías musicales, Madrid (Ediciones Akal) 2008.
- Theodor W. Adorno, Zur Partitur des Parsifal, in: Theodor W. Adorno, Gesammelte Schriften, vol. 17, Frankfurt (Suhrkamp) 1982, pp. 47-51.
- Hans-Joachim Bauer, Wagners »Parsifal«. Kriterien der Kompositionstechnik, Múnich /

Salzburgo (Katzbichler) 1977.
- Carl Friedrich Baumann, Bühnentechnik im Festspielhaus Bayreuth, Múnich (Prestel) 1980.
- Peter Berne, Parsifal oder Die höhere Bestimmung des Menschen. Christus-Mystik und buddhistische Weltdeutung in Wagners letztem Drama, Wien (Hollitzer Wissenschaft) 2017, ISBN 978-3-99012-419-2.
- Dieter Borchmeyer, Das Theater Richard Wagners. Idee ─ Dichtung ─ Wirkung, Stuttgart (Reclam) 1982; traducción en inglés: Richard Wagner: Theory and Theatre, trad. Stewart Spencer, Oxford (Clarendon) 1991.
- Dieter Borchmeyer/Jörg Salaquarda (ed.), Nietzsche und Wagner. Stationen einer epochalen Begegnung, Frankfurt/Leipzig (Insel) 1994.
- Dieter Borchmeyer, Richard Wagner. Ahasvers Wandlungen, Frankfurt/Leipzig (Insel) 2002.
- Jacques Chailley, »Parsifal« de Richard Wagner: opéra initiatique, Paris (Buchet/Chastel) 1986.
- Attila Csampai/Dietmar Holland (ed.), Richard Wagner, »Parsifal«. Texte, Materialien, Kommentare, Reinbek (rororo) 1984.
- Carl Dahlhaus, Wagners Konzeption des musikalischen Dramas, Regensburg (Bosse) 1971, Múnich/Kassel (dtv/Bärenreiter) 1990.
- Sven Friedrich, Das auratische Kunstwerk. Zur Ästhetik von Richard Wagners Musiktheater-Utopie, Tübingen (Niemeyer) 1996.
- Sven Friedrich, Richard Wagner, Deutung und Wirkung. Königshausen & Neumann, Würzburg 2004, ISBN 3-8260-2851-1.
- Antonia Goldhammer, Weißt du, was du sahst? Stefan Herheims Bayreuther Parsifal. Deutscher Kunstverlag, Berlín/Múnich 2011, ISBN 978-3-422-07058-5.
- Adriana Guarnieri Corazzol, Tristano, mio Tristano. Gli scrittori italiani e il caso Wagner, Bologna (Il Mulino) 1988.
- Wolf-Daniel Hartwich, »Deutsche Mythologie«. Die Erfindung einer nationalen Kunstreligion, Berlín (Philo) 2000.
- Ulrike Kienzle, »...das freiwillige Leiden der Wahrhaftigkeit«. Zu den philosophischen Hintergründen des Bruchs zwischen Wagner und Nietzsche: Eine Rekonstruktion ihres Dialogs über den Pessimismus Schopenhauers, in: Thomas Steiert (ed.), »Der Fall Wagner«. Ursprünge und Folgen von Nietzsches Wagner-Kritik, »Thurnauer Schriften zum Musiktheater«, vol. 13, Laaber (Laaber) 1991, pp. 81-136.
- Ulrike Kienzle, Das Weltüberwindungswerk. Wagners »Parsifal« ─ ein szenisch-musikalisches Gleichnis der Philosophie Arthur Schopenhauers, Laaber (Laaber) 1992. ISBN 3-8260-3058-3.
- Chikako Kitagawa, Versuch über Kundry ─ Facetten einer Figur, Berna / Frankfurt / New York (Peter Lang) 2015.
- Stefan Kunze (ed.), Richard Wagner. Von der Oper zum Musikdrama, Berna/Múnich (Francke) 1978.
- Stefan Kunze, Der Kunstbegriff Richard Wagners, Regensburg (Bosse) 1983.
- Alfred Lorenz, Das Geheimnis der Form bei Richard Wagner, vol. 4: Der musikalische Aufbau von Richard Wagners »Parsifal«, Berlín (Max Hesse) 1933, Reprint Tutzing (Schneider) 1966.
- Jürgen Maehder, Strutture formali e intervallari nella partitura del »Parsifal«, in: programma di sala del Gran Teatro La Fenice, Venecia (Fondazione Teatro La Fenice) 2005, pp. 9-29.
- Jürgen Maehder, Form, Text-Setting, Timbre, Aura ─ Structural Aspects of Wagner's »Parsifal« Score, in: Naomi Matsumoto et al. (ed.), Staging Verdi and Wagner, Turnhout (Brepols) 2015, pp. 81-113.
- Jürgen Maehder, The Intellectual Challenge of Staging Wagner: Staging Practice at Bayreuth Festival from Wieland Wagner to Patrice Chéreau, in: Marco Brighenti/Marco Targa (ed.), Mettere in scena Wagner. Opera e regia fra Ottocento e contemporaneità, Lucca (LIM) 2019, pp. 151-174.
- Claus-Steffen Mahnkopf (ed.): Richard Wagner, Konstrukteur der Moderne. Klett-Cotta, Stuttgart 1999, ISBN 3-608-91979-1.
- Volker Mertens, Richard Wagner und das Mittelalter, in: Ulrich Müller/Ursula Müller (ed.), Richard Wagner und sein Mittelalter, Anif/Salzburgo (Müller Speiser) 1989, pp. 9-84.
- Heinz-Klaus Metzger/Rainer Riehn (ed.), Richard Wagner, »Parsifal«, »Musik-Konzepte«, vol. 25, Múnich (text + kritik) 1982.
- Stephan Mösch, Weihe, Werkstatt, Wirklichkeit. »Parsifal« in Bayreuth 1882-1933, Kassel / Stuttgart / Weimar (Bärenreiter/Metzler)2012, ISBN 978-3-7618-2326-2.
- Ulrich Müller/Ursula Müller (ed.), Richard Wagner und sein Mittelalter, Anif/Salzburgo (Müller-Speiser) 1989.
- Ulrich Müller, Vom »Parzival« zum Liebesverbot. Richard Wagner und das Mittelalter, in: Dietrich Mack (ed.), Richard Wagner: Mittler zwischen den Zeiten, Anif/Salzburgo (Müller-Speiser) 1990, pp. 79-103.
- Ulrich Müller/Oswald Panagl, Ring und Graal. Texte, Kommentare und Interpretationen zu Richard Wagners »Der Ring des Nibelungen«, »Tristan und Isolde«, »Die Meistersinger von Nürnberg« und »Parsifal«, Würzburg (Königshausen & Neumann) 2002.
- Jean-Jacques Nattiez, Wagner androgyne, Paris (Bourgois) 1990; traducción en inglés (Stewart Spencer): Jean-Jacques Nattiez, Wagner Androgyne. A Study in Interpretation, Princeton (Princeton University Press) 1993.
- Gösta Neuwirth, Parsifal und der musikalische Jugendstil, in: Carl Dahlhaus (ed.), Richard Wagner ─ Werk und Wirkung, Regensburg (Bosse) 1971, pp. 175-198.
- Adolf Novak, Wagners »Parsifal« und die Idee der Kunstreligion, in: Carl Dahlhaus (ed.), Richard Wagner ─ Werk und Wirkung, Regensburg (Bosse) 1971, pp. 161-174.
- Wolfgang Osthoff, Richard Wagners Buddha-Projekt »Die Sieger«. Seine ideellen und strukturellen Spuren in »Ring« und »Parsifal«, in: Archiv für Musikwissenschaft 40/1983, pp. 189-211.
- Daniel Schneller, Richard Wagners „Parsifal“ und die Erneuerung des Mysteriendramas in Bayreuth. Die Vision des Gesamtkunstwerks als Universalkultur der Zukunft, Berna (Peter Lang) 1997, ISBN 3-906757-26-9.
- Wolfgang Seelig, Ambivalenz und Erlösung. »Parsifal«. Menschliches Verständnis und dramatische Naturdarstellung, Bonn (Bouvier) 1983.
- Giuseppe Sinopoli, Parsifal a Venezia, Venecia (Marsilio Editori) 1993, ISBN 978-88-317-7914-2.
- Carl Suneson, Richard Wagner och den Indiska Tankevärlden, Stockholm (Almqvist & Wiksell International) 1985, »Acta Universitatis Stockholmiensis«, »Stockholm Oriental Studies«, vol. 13; edición en alemán: Richard Wagner und die indische Geisteswelt, Leiden (Brill) 1989.
- Peter Wapnewski, Der traurige Gott. Richard Wagner in seinen Helden, Múnich (C. H. Beck) 1978.
- Peter Wapnewski, Richard Wagner. Die Szene und ihr Meister, Múnich (C. H. Beck) 1978.
- Peter Wapnewski, Tristan der Held Richard Wagners, Berlín (Quadriga) 1981.
- Petra-Hildegard Wilberg, Richard Wagners mythische Welt. Versuche wider den Historismus, Freiburg (Rombach) 1996.